# 霍恩卡默
霍恩卡默是德国巴伐利亚州的一个市镇。总面积25.74平方公里，总人口2324人，其中男性1182人，女性1142人（2011年12月31日），人口密度90人/平方公里。